# Ringdijk 58
Ringdijk 58, Amsterdam is een gebouw aan de Ringdijk te Amsterdam-Oost, Watergraafsmeer. Het gebouw draagt naar de gevelstenen de naam "De Vergulden Eenhoorn". Het maakt deel uit van een complex met dezelfde naam.
Het gebouw betreft een zogenaamd dwarshuis met opkamers aan beide uiteinden te herkennen aan de hoger geplaatste vensterpartijen aldaar. Het geheel heeft een pannendak eindigend op tuitgevels. Bovendien heeft het lage achterbouw. Het gebouw wordt gekenmerkt door zogenaamde onderluiken (onderste ramen kregen wel luiken, bovenramen niet). Het gebouw stond eeuwenlang los in het land, maar door het steeds verbreden/verhogen van de ringdijk sluit ze in de 21e eeuw direct aan op die Ringdijk, oever van de ringvaart Watergraafsmeer. 

## Geschiedenis tot 1921
Het gebouw zou uit 1702 stammen en is gebouwd naar een ontwerp van de toekomstig eigenaar gebruiker Jan van Meekeren (het monumentenregister houdt het op begin van de 18e eeuw). Jan van Meekeren, chirurgijn van beroep, gebruikte het gebouw als buitenplaats, maar kweekte in zijn moestuinen(-en) vermoedelijk ook geneeskrachtige kruiden. Het gebouw is terug te vinden op de kaart van de Watergraafsmeer van Pieter van den Berg uit 1719 en de kaart “Het Watergraafs of Diemer-Meer" van Daniël Stopendaal en Andries en Hendrick de Leth uit 1725. Van Meekeren is bij die laatste druk al niet meer de eigenaar maar Esaye Gillot (Hr. Gillot op de kaart). Bijgebouwen bij het landhuis zijn er dan niet (ingetekend).  
Twee naamlinten en een gevelsteen versieren de gevel. Ze melden DE VERGULDEN EEN HOORN. De gevelsteen met eenhoorn verwijst naar het beroep van Van Meekeren. De eenhoorn was symbool van artsen etc. het verhaal ging dat de hoorn van het dier geneeskrachtige werking (antigif) zou hebben. 
In de 19e eeuw gaat het grootste deel van de (voormalige) buitenverblijven in de Watergraafsmeer verloren. Alleen Vergulden Eenhoorn en Frankendael bleven bewaard. Het gebouw en terreinen gaan successievelijk steeds over in andere handen. Wanneer Watergraafsmeer haar stedenbouwkundig plan voor 1907 van architecten Pieter Vorking en Jacobus Wormser (naar voorbeeld van Camillo Sitte) bekend maakt, staat het gebouw in een gebied dat plaats moet maken voor aaneengesloten bebouwing. Het plan gaat vanwege een bouwverbod (geen financieel draagvlak) niet door. 

## Geschiedenis vanaf 1921
De Watergraafsmeer werd op 1 januari 1921 ingelijfd door gemeente Amsterdam, dat de polder nodig had voor woningbouw. Ook in de Amsterdamse plannen voor de wijk uit 1929 wordt voor de optie van totale bebouwing gekozen, maar ook die plannen zijn niet geheel uitgevoerd. De Vergulde Eenhoorn bleef ook tot de jaren zeventig van de 20e eeuw een boerderij. In 1952 werd de boerderij aan de oost- en zuidkant ingesloten door de bebouwing van de Rudolf Dieselstraat, van intensieve landbouw/veeteelt was toen geen sprake meer; er is een boerderij met melk, boter, kaas en eieren; een handel aan huizen in de wijk (gegevens 1939). Daarna volgde een periode met 24 koeien. Het complex kwam in een soort kuil te liggen; het werd omringd door verhoogde bouwgrond. Burgemeester Arnold d'Ailly had daartoe een kennisgeving Uitbreidingsplan Watergraafsmeer in de kranten geplaatst (31 mei 1952).
In 1973 werd het na twintig jaar vergaderen uitgebreid gerenoveerd onder leiding van de Dienste der Publieke Werken. Architecte van dienst was Eva Delikat-Felkai. . Het kreeg in januari 1974 de bestemming van buurthuis van Ons Huis. In 2008 werd gekeken of het gebouw een horecabestemming kon krijgen. Het werd toen door architect Peter Laan omschreven als een “autonoom eiland” van circa tien hectare binnen stedelijke bebouwing en liggende op polderpeil (4 meter beneden NAP. Sinds 2015 is er horeca in gebouw gevestigd. In 2021 vond een grondige verbouwing plaats onder leiding van Hans van Eeden.
Schilder Martin Monnickendam legde het gebouw in 1938 vast. 
Ook twee gebouwen op Ringdijk 57 zijn rijksmonument; op 3 november 1970 ingeschreven in het monumentenregister. De drie gebouwen werden in 2021 als eenheid aangekocht door Stadsherstel.
De oude boerderij is naamgever van het achterliggende buurtje De Eenhoorn als ook omschrijving van nieuwbouw aan de Rudolf Dieselstraat: Eenhoornblokken.

## Afbeeldingen

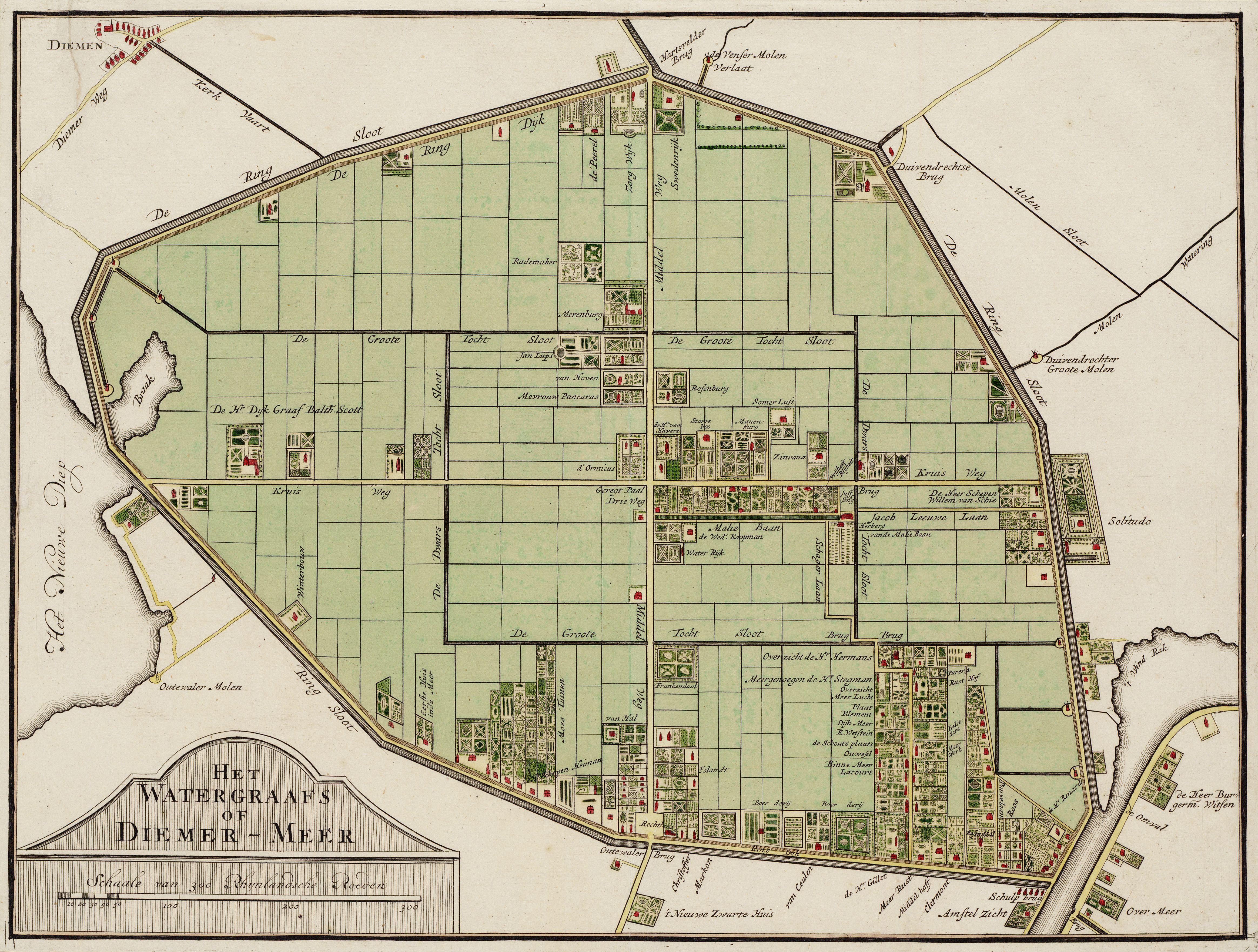
Kaart van Stoopendaal uit 1723 met Gillot onderaan
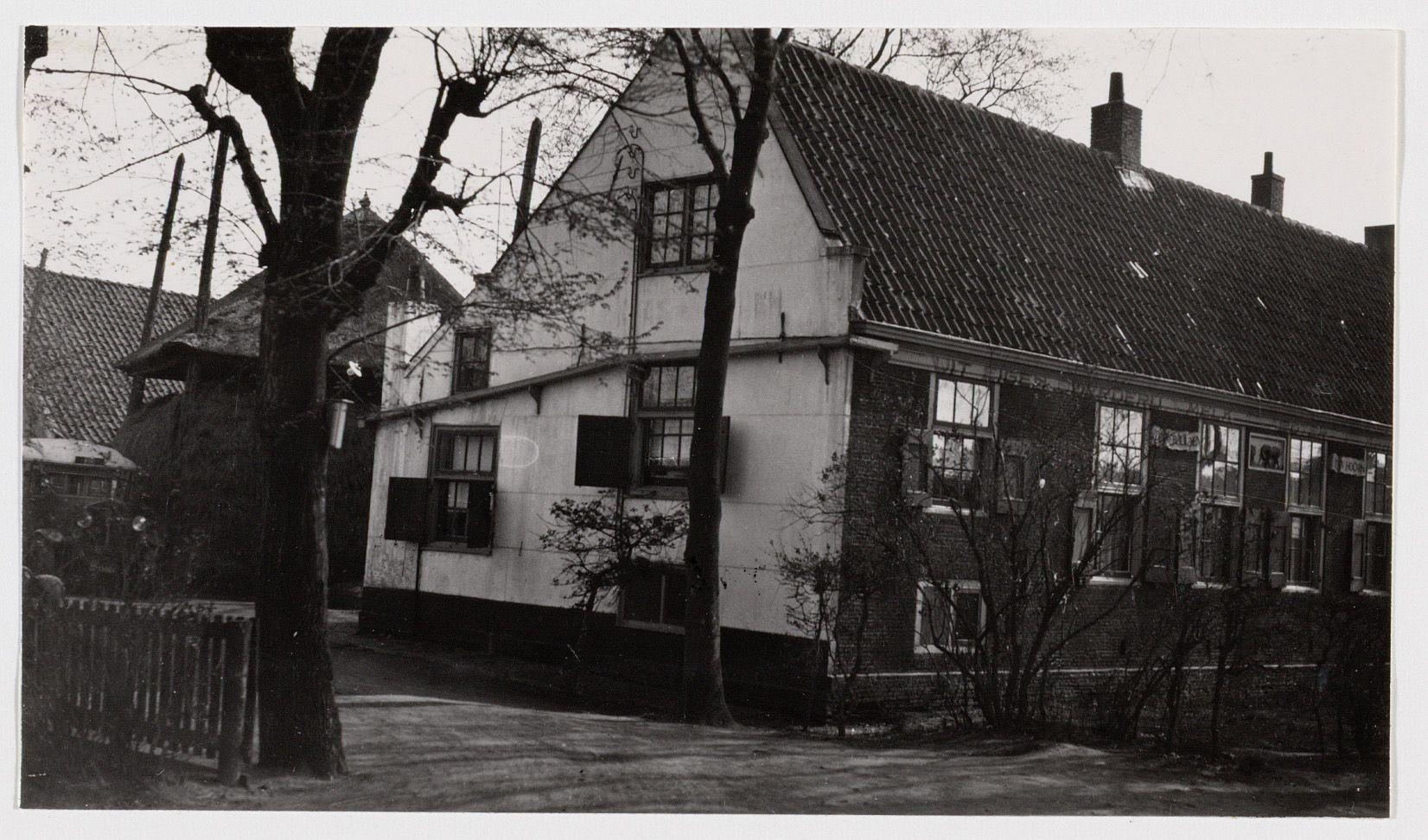
Ringvaart 58 in 1929, een heel andere zijgevel
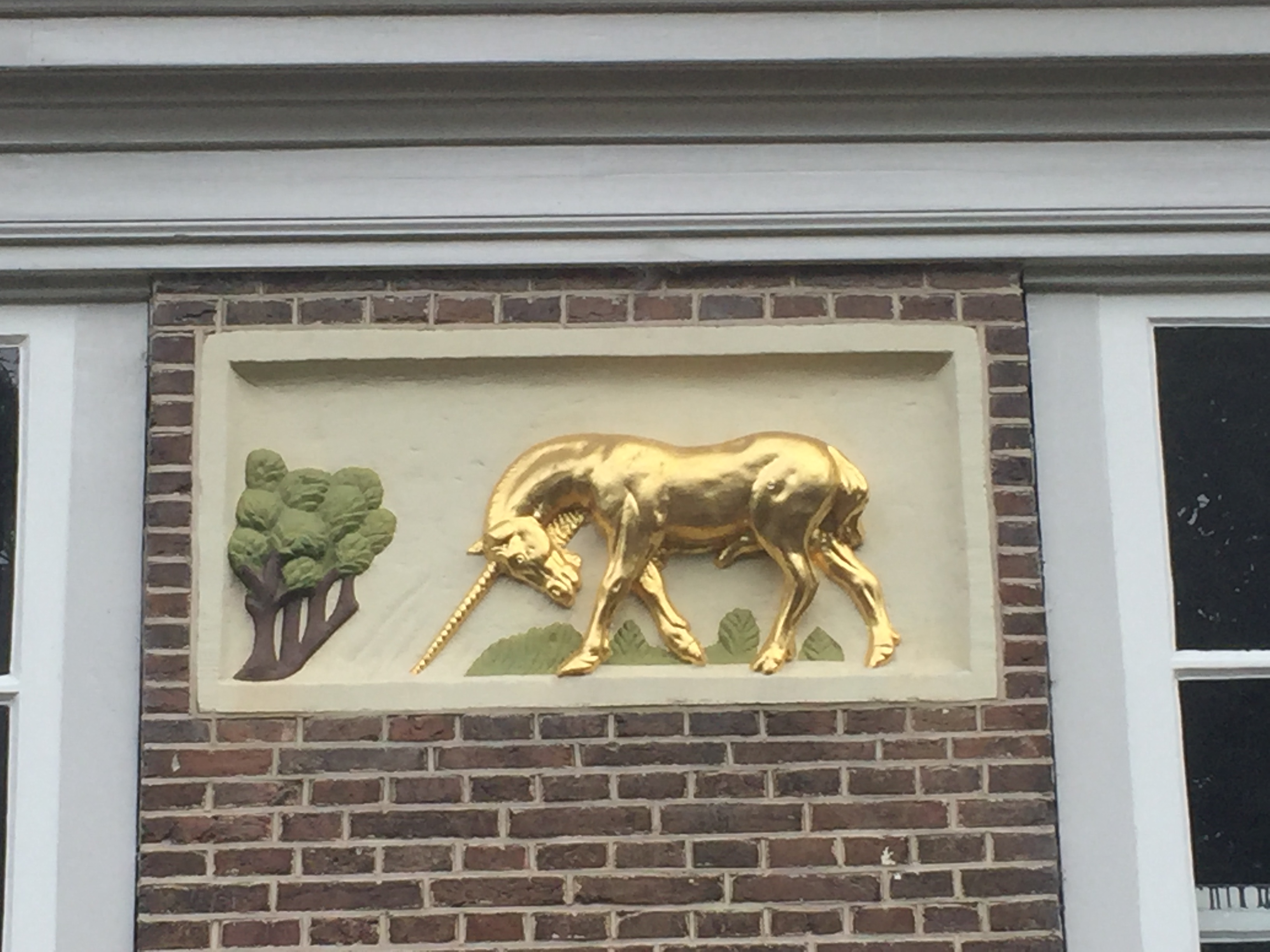
De eenhoorn in 2017
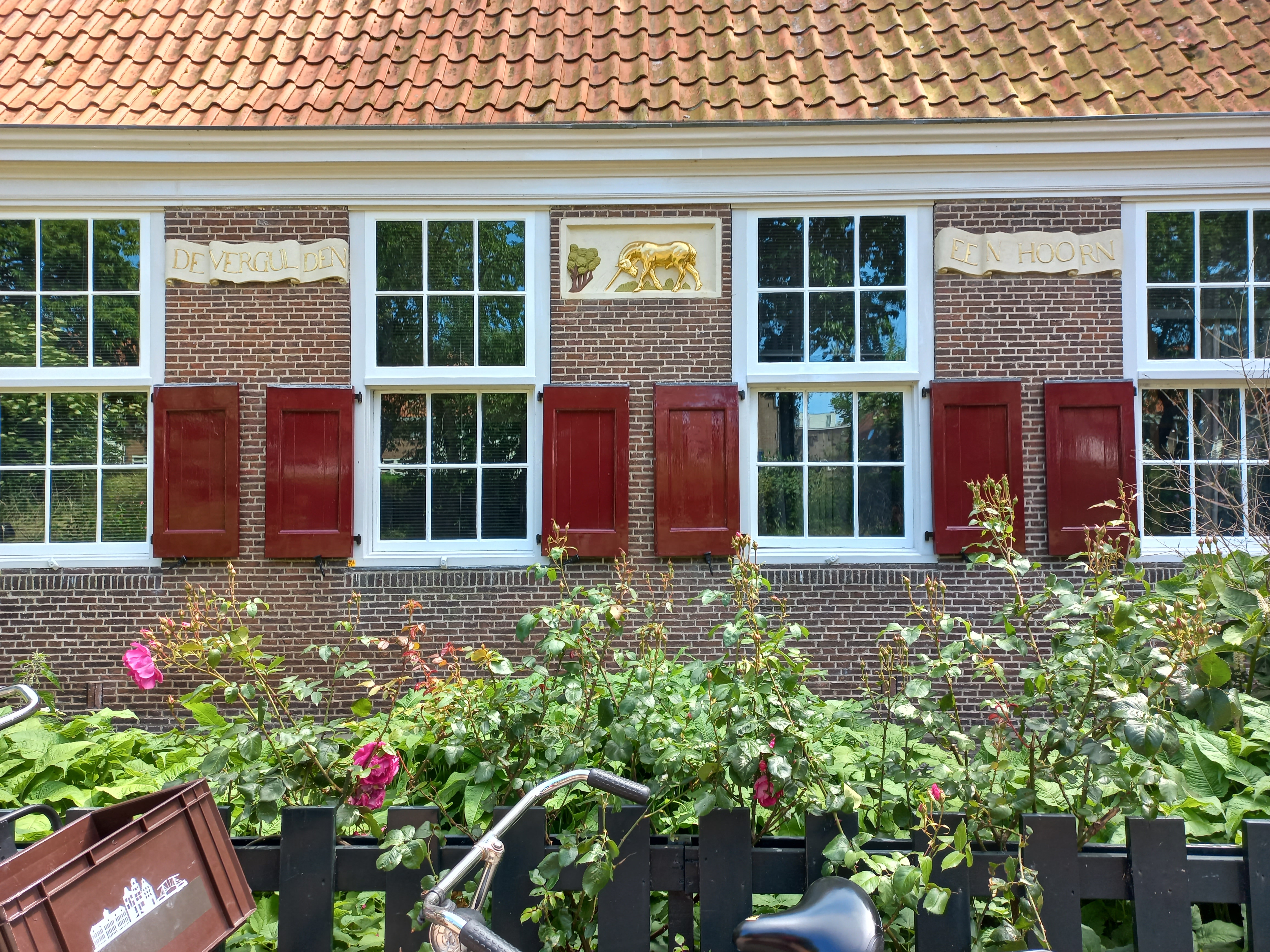
Linten en eenhoorn (juni 2022)